# Medosavka boninská
Medosavka boninská (Apalopteron familiare) je druh malého zpěvného ptáka z Boninských ostrovů a současně jediný zástupce rodu Apalopteron. Příbuzenské vztahy tohoto druhu byly dlouhodobě problematické, historicky se řadil k bulbulovitým, timáliovitým či kystráčkovitým. Teprve roku 1995 se potvrdilo jeho umístění mezi kruhoočkovitými, jde o blízkého příbuzného kruhoočka zlatého (Cleptornis marchei) z Marian.
Medosavka boninská má převážně žluté a zelené opeření a nápadnou černou trojúhelníkovou skvrnu okolo každého oka. Oči jsou zároveň lemovány bílým kroužkem. Ačkoli původní areál výskytu tohoto druhu zahrnoval všechny hlavní ostrovy Boninského souostroví, přežívající populace žije jenom na řetězci ostrovů Hahadžima. Medosavky tolerují široké spektrum biotopů, původních i člověkem modifikovaných, ačkoli hnízdí zejména v původních lesích. Často se krmí na zemi. Živí se hlavně ovocem, zejména morušovníky, ale i hmyzem, květy, semeny, pavouky a plazy. V ekosystému zastávají úlohu rozptylovačů semen. Medosavky žijí ve stálých párech, které spolu zůstávají celý rok. Do šálkovitého hnízda samice snáší dvě vejce, přičemž na inkubaci i péči o mladé se podílejí oba členové páru.
Ačkoli populace medosavek poklesly v důsledku lidských aktivit a na několika ostrovech vyhynuly, do určité míry tolerují jak ztrátu biotopů, tak predaci nepůvodními krysami a kočkami a tlak ze strany zavlečených kruhooček japonských. Podle Mezinárodního svazu ochrany přírody jde o málo dotčený druh. 

## Systematika
Medosavku boninskou popsal německý ornitolog Heinrich von Kittlitz v roce 1830 na základě vzorků získaných z Čičidžimy, jednoho z Boninských ostrovů. Kittlitz zařadil tento druh do čeledi bulbulovitých (Pycnonotidae) a rodu Ixos. Druhové jméno „familiare“ pochází z latiny a má význam „známý“ nebo „přátelský“. V roce 1854 francouzský ornitolog Charles Lucien Bonaparte vytyčil pro medosavku boninskou samostatný rod Apalopteron. Jméno je odvozeno ze starořeckého „hapalos“ ve významu „jemný“ a „ptilon“ ve významu „peří“. Bonaparte rod Apalopteron klasifikoval mezi timáliemi, tehdy řazenými v rámci čeledi pěnicovitých (Sylviidae). Anglický ornitolog Richard Bowdler Sharpe medosavku boninskou v roce 1882 přesunul zpět mezi bulbulovité a umístil ji do rodu Pycnonotus. Francouzský ornitolog Jean Théodore Delacour druh v roce 1946 přesunul zpět mezi timálie, zatímco americký ornitolog Herbert Girton Deignan jej v roce 1958 zařadil mezi kystráčkovité (Meliphagidae), a to na základě struktury jazyka, tvaru zobáku, vzhledu hnízda a různých morfologických znacích.
Ačkoli byla medosavka boninská klasifikována v rámci kystráčkovitých několik desetiletí, tento pohled se již tehdy dočkal různých zpochybnění. Žádní jiní kystráčkovití totiž nežijí v severním Pacifiku, stejně tak scházejí i na Filipínách, které se rozkládají mezi Boninskými ostrovy a areálem výskytu dalších kystráčků. Dánský ornitolog Finn Salomonsen se v roce 1967 domníval, že by medosavka boninská mohla být blízce příbuzná druhu Cleptornis marchei z Marianských ostrovů, jenž byl rovněž klasifikován mezi kystráčky. Hirojuki Morioka a Takaharu Sakane komentovali, že zařazení medosavky boninské v rámci kystráčků by mělo být pouze dočasným řešením, protože struktura jazyka medosavky se příliš nelišila od struktury jazyka timálií. Upozornili také na podobnost v jídelníčku a preferencích stanovišť s kruhoočkem japonským (Zosterops japonicus), jež bylo na Boninské ostrovy introdukováno a s medosavkami koexistovalo.
Pozorování H. Douglase Pratta a genetický výzkum Charlese Sibleyho a Jona E. Ahlquista přinesly zjištění, že druh Cleptornis marchei patří mezi kruhoočka, nikoli mezi kystráčky (česky se nyní označuje jako kruhoočko zlaté). Díky tomu se upřela bližší pozornost rovněž na zařazení medosavky boninské. V roce 1995 se podařilo prokázat, že se skutečně jedná o blízce příbuzný druh vůči kruhoočku zlatému, a navíc mikronéským kruhoočkům z rodu Rukia. Genetické analýzy v tomto pohledu doplňovaly i určité podobnosti v chování, jako je vysoce sociální vzájemná péče o peří (preening) a udržování těsného kontaktu při hřadování. V současnosti je tak tento druh klasifikován mezi kruhoočkovitými (Zosteropidae).
Rozeznávány jsou dva poddruhy medosavky boninské, vyjma vyhynulého nominátního poddruhy z Mukodžimy a Čičidžimy ještě jižní poddruh A. f. hahasima z Hahadžimy.

## Popis

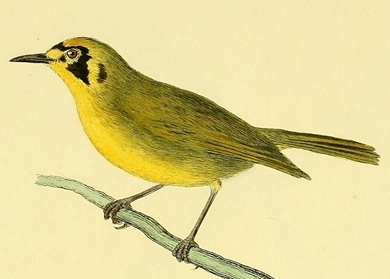
Na kresbě H. von Kittlitze

Medosavka boninská dosahuje délky 12 až 14 cm a tělesné hmotnosti okolo 15 g. Nominátní poddruh se vyznačoval žlutou hlavou s nápadnou trojúhelníkovou černou skvrnou táhnoucí se přes oko, spojenou tenkým černým proužkem se stejně zbarveným čelem. Bílý oční kroužek přerušovala tenká černá linka a směrem k zobáku se táhla žlutá uzdička. Hrdlo a svrchní část hrudi byly žluté. Hřbet a křídla měly olivově zelené zbarvení s šedým nádechem, letové peří mělo nádech spíše dohněda. Ocas byl olivově hnědý. Spodní partie byly světle žluté, na bocích prošedivělé. Duhovka oka byla hnědá a zobák a končetiny tmavě šedé. Poddruh hahasima se obecně velmi podobá nominátnímu poddruhu, ačkoli jeho svrchní partie mají spíše žlutozelený nádech a zobák a běhák dosahují o něco větší délky. Neobjevuje se znatelný pohlavní dimorfismus a od obecného vzhledu se výrazně neodchylují ani nedospělí neboli juvenilní jedinci.
Medosavka boninská léta pomalu a rovně, rychlý dlouhý let předvádí pouze při vzájemných honičkách. Medosavky častěji využívají plachtivé pohyby a skákání než aktivní let. Na stromech se pohybují zejména šplháním po větvích a poskakováním mezi nimi, přímé lety ze země do korun stromů praktikují jen zřídka. Jejich dlouhé běháky a mohutné prsty a drápky je předurčují spíše pozemnímu stylu života, v kontrastu například se stromovými kruhoočky rodu Zosterops. Na zemi se medosavky pohybují poskakováním, tedy podobně jako kosi a drozdi.

## Výskyt
Medosavka boninská je, jak již jméno napovídá, endemitem Boninských ostrovů jižně od Japonského souostroví. Tento druh se historicky vyskytoval na všech hlavních skupinách ostrovů tohoto ostrovního řetězce, včetně Mukodžimy, Čičidžimy a Hahadžimy. Přeživší populace však zůstávají pouze na Hahadžimě a dvou blízkých ostrovech, zatímco ze zbytku původního areálu medosavky vymizely. Přirozený výskyt tohoto druhu na ostrově Čičidžima byl předmětem akademických sporů, neboť poslední záznam odtud pochází od autora popisu druhu Heinricha von Kittlitze, jenž ostrovy navštívil roku 1828. Dobové zprávy z Čičidžimy sahající až do 17. století nicméně podporují závěr, že zde medosavky skutečně historicky žily. Všechny záznamy o medosavkách ze skupiny ostrovů Čičidžima pocházejí pouze z hlavního ostrova, kde byl získán i holotypový exemplář.
Na Hahadžimě tento druh obývá téměř všechny typy stanovišť. Žije ve stálezelených a opadavých lesích, jimž dominují rody Schima a Ardisia, stejně jako v druhotných a narušených lesích a dalších lidmi modifikovaných stanovištích. Zvláště mimo období hnízdění medosavky tolerují širokou škálu nepůvodních biotopů, ale během hnízdění se stahují spíše do nenarušeného původního lesa s vysokými stromy, porosty bambusů, stromovitých kapradin a velkých keřů. Vzácně se vyskytují na návětrných horských hřebenech, kde je nízká a keřovitá vegetace. Podle místních rybářů se během podzimu a zimy medosavky rozptylují na menší ostrovy u Hahadžimy, nicméně tyto lokální migrace nebyly vědecky potvrzeny.

## Chování

### Vokalizace
O medosavce boninské se dlouhodobě tvrdilo, že zpívá pouze zřídka, anebo vůbec. Teprve v 80. letech 20. století byl vědecky potvrzen pravidelný zpěv samců. Následný výzkum zjistil, že medosavky skutečně zpívají, ale jen velmi brzy ráno, ještě těsně před svítáním – po zbytek dne zpívají jen výjimečně. Zpěv pravděpodobně slouží k vytyčení teritoria. Zpívá přibližně 90 % spárovaných samců držících si teritorium, zpěv tak poskytuje dobré možnosti pro monitoring hnízdních populací. Samotná píseň je melodická, podobná písním strnadů nebo slavíka modrohřbetého (Larvivora cyane). V anglickém přepisu je zpěv popisován jako chew-i, chit-chit-pee, chot-chot-pee, ch-ee nebo tu-ti-ti, ti-titu-tuoo.
Medosavky se ozývají i dalšími zvuky. Časté je kontaktní volání (fe-ee), poplašné volání (ch-ee nebo chit) nebo haštěřivé kyok, které vydávají, když se pozorovatel přiblíží příliš blízko k hnízdu. Samec během námluvního krmení vydává ze-ze-ze.

### Potrava

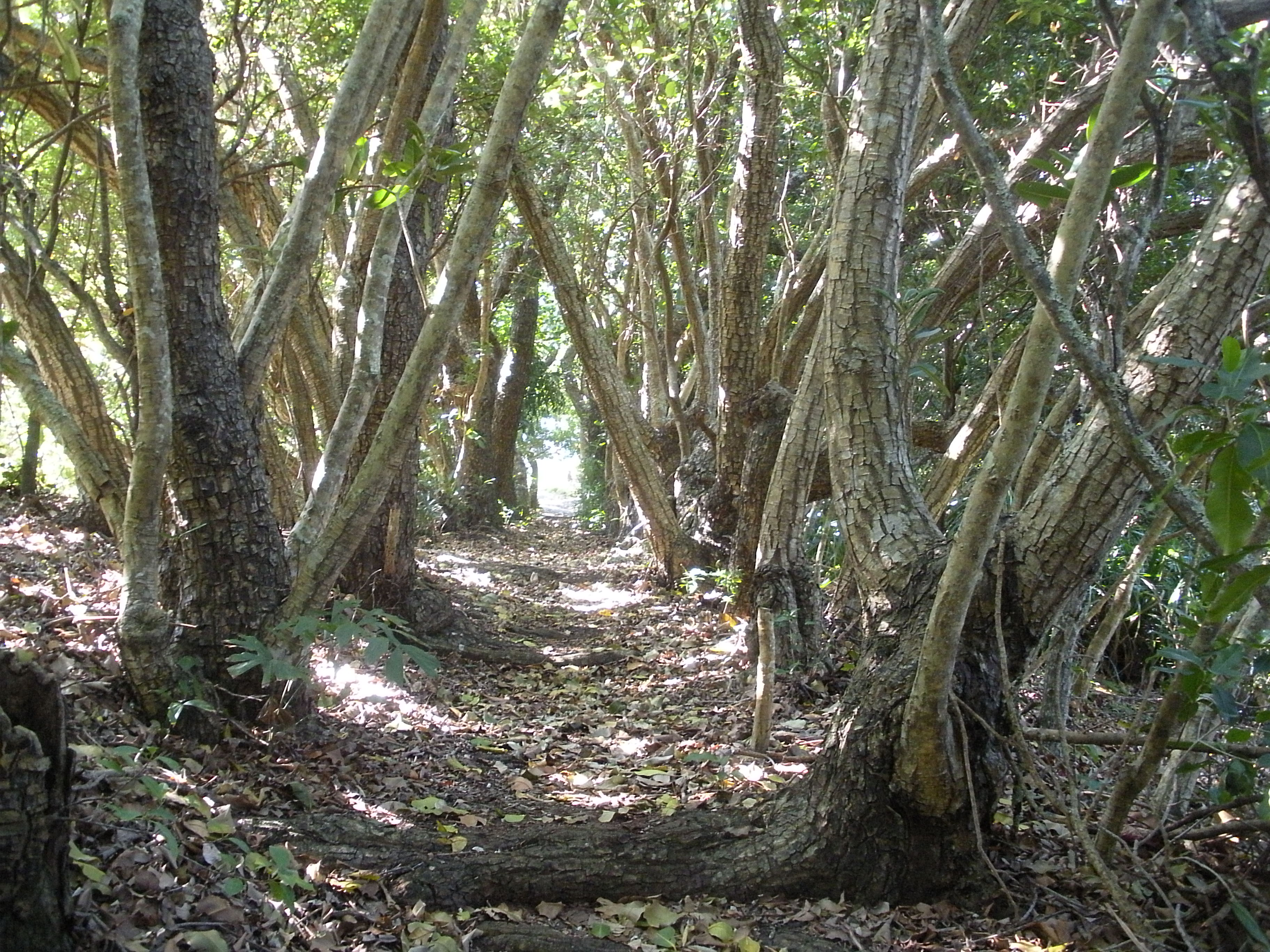
Porosty kalaby Calophyllum inophyllum na Boninských ostrovech

Medosavka boninská konzumuje ovoce, květy a hmyz. Využívá širokou škálu ekologických nik, jak stromových, tak pozemních. Tomuto oportunismu snad napomohl nedostatek konkurenčních druhů, protože Boninské ostrovy mají obecně chudou avifaunu. Využívané ekologické niky se poněkud liší podle ročního období, protože v období rozmnožování se medosavky krmí méně často na zemi.
Na základě přímého pozorování tvoří přibližně polovinu jídelníčku ovoce, semena, květy a nektar, přičemž zkoumaní ptáci se krmili na alespoň 15 druzích rostlin. Medosavky preferují zejména endemitní morušovníky (Morus boninensis), ale potravu jim poskytuje řada původních i zavlečených druhů. Z původních rostlin lze jmenovat například hlohovky, leucény a lilek černý; z nepůvodních rostlin například banánovníky, papáje, libory, tykve pižmové a kalaby obvejčité. Ačkoli se medosavky přikrmují určitým množství nektaru, není jisté, nakolik je jako potravní zdroj důležitý; podle pozorování na Hahadžimě se tímto způsobem krmí zřídkavěji než kruhoočko japonské.
Kromě rostlinné potravy medosavky loví i hmyz a další bezobratlé. V obsahu žaludku byli objeveni například brouci, síťokřídlí, polokřídlí a mravenci. Pozorování prokázala lov housenek, cvrčků a much. Sbírají také pavouky, a dokonce i malé plazy.

### Hnízdění
O hnízdění medosavek boninských je známo jen malé množství informací. Období rozmnožování probíhá zejména mezi březnem a červnem, vrcholí v květnu. Předpokládá se, že tento druh žije v dlouhodobých párech. Partneři spolu zřejmě setrvávají po celý rok, obvykle společně hřadují. Hnízdo si typicky budují na vidlicích větví, zejména na původních stromech rodu Schima, ale mohou využívat i nepůvodní druhy stromů. Staví si jej asi 1–12 m nad zemí (průměrně 6 m nad zemí). V jednom případě bylo hnízdo objeveno uvnitř stromové dutiny. Na stavbě hnízda se podílejí oba členové páru. Má podobu hlubokého, neupraveného pohárku. Stavební materiál představují pandánová vlákna, réva, trávy, borové jehličí a kořínky, zvenčí je lemováno uschlým listím. K vystlání vnitřku hnízda ptáci používají o něco jemnější materiál.
Vajíčka medosavky boninské měří 19,5–20,5 mm × 15–15,8 mm a jsou zelenomodrá s hnědými skvrnami. Obvyklá velikost snůšky činí asi dvě vejce, což je v rámci japonských ptáků podprůměr. Inkubaci zajišťují oba rodiče, inkubační doba trvá necelé dva týdny. Mláďata získávají potravu od rodičů ještě asi měsíc po opeření.

## Ekologie
Na Boninských ostrovech došlo k introdukci kruhooček japonských, nezdá se však, že by si tyto druhy výrazně konkurovaly, anebo že by kruhoočka měla dokonce negativní vliv na medosavky. Medosavky si v přítomnosti kruhooček shánějí potravu v jiných ekologických nikách, typicky v nižších patrech stromových korun. Stavy populací, potravní nabídku nebo velikost mláďat však přítomnost kruhooček neovlivňuje. Dospívající medosavky se mimo hnízdní období sdružují do smíšených hejn společně s kruhoočky a bulbulčíky japonskými (Hypsipetes amaurotis). V hnízdním období však bulbulčíci představují jednoho z jejich predátorů vajec.
Kruhoočka japonská mohla určitým způsobem ovlivnit chování medosavek boninských, protože jim možná pomohla v osvojení si nových potravních zdrojů. Tento fenomén potvrdila pozorování na krmných stanicích, kde byla ptákům představena do té doby neznámá potrava, konzervované broskve. Při prvním předložení nové potravy se jí medosavky boninské stranily. Když však mohly následně pozorovat, jak se broskvemi krmí kruhoočka, začaly se jimi rovněž krmit. V opačném případě se broskvím nadále vyhýbaly.
Na Boninských ostrovech patří medosavky k důležitým rozptylovačům semen a napomáhají obnově lesa. Boninské ostrovy obecně hostí jen málo původních ptáků, řada z nich navíc v důsledku lidského osídlení vyhynula (holub boninský, drozd zemní). Na základě studie zkoumající vliv původních a introdukovaných ptáků na rozptyl semen se medosavky etablovaly jako jeden ze tří v tomto ohledu klíčových druhů, a to společně s kruhoočky japonskými a bulbulčíky japonskými.

## Ohrožení

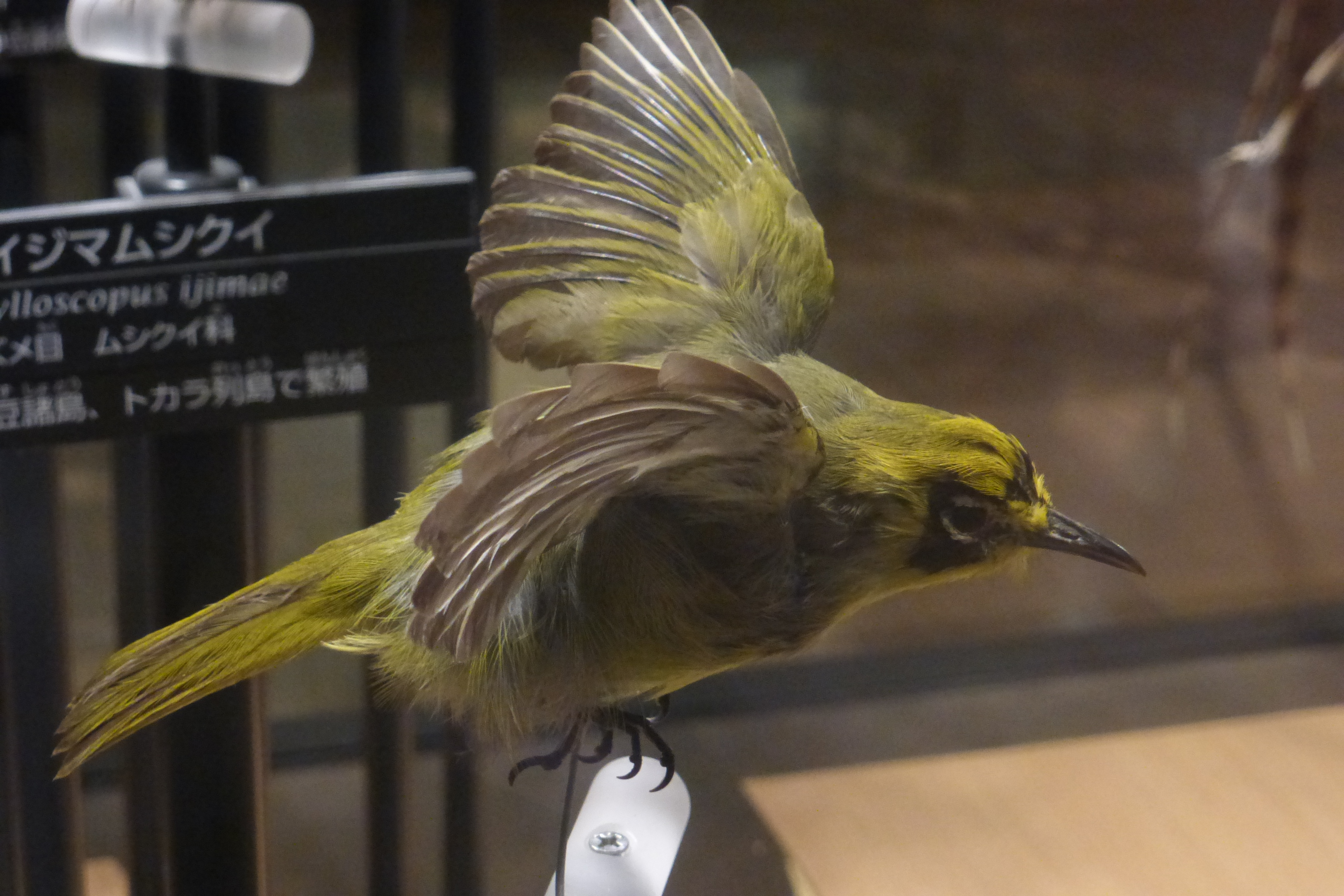
Preparovaný jedinec

Mezinárodní svaz ochrany přírody (IUCN) pokládá medosavku boninskou za málo dotčený druh. Nominátní poddruh z Mukodžimy a Čičidžimy je nicméně považován za vyhynulý, zdejší populace vymizely do poloviny 20. století. Ačkoli se na konci 80. let 20. století objevily zvěsti o jeho přežívání, či spíše opětovném zavlečení na Čičidžimu, studie z roku 2003 zde neobjevila žádného jedince. Důvody vyhynutí na výše uvedených ostrovech nejsou zcela objasněny, mezi pravděpodobné příčiny lze však zařadit ztrátu stanovišť, konkrétně mýcení původních lesů.
Na Hahadžimě je situace optimističtější. Druh byl původně považován za zranitelný, protože odhady početnosti populace uváděly její celkovou velikost na asi 4 000 jedinců. Přesnější sčítání, jež zohledňovalo jak populační denzitu, tak její závislost na konkrétních stanovištích, toto číslo navýšilo na asi 15 000 jedinců, a medosavky podle těchto závěrů nebyly přímo ohroženy vyhynutím. Roku 2013 tak došlo k jejich přeřazení mezi téměř ohrožené taxony (kvůli hypotetickému ohrožení ze strany extrémního počasí), od roku 2023 pak mezi zmíněné druhy málo dotčené. Co se týče hrozeb, medosavky boninské jsou pronásledovány zejména zavlečenými kočkami; obzvláště zranitelný je činí jejich zvyk krmit se na zemi. Jejich hnízda mohou plenit taktéž nepůvodní krysy. Určité ohrožení pramení i ze ztráty původních lesů. Celkově však medosavky do určité míry tolerují modifikace stanovišť, zavlečené predátory i konkurenty a jejich populační trend IUCN považuje za stabilní.
Medosavka boninská je chráněna japonskými zákony a považována za národní ohrožený druh. Samotné Boninské ostrovy představují chráněnou oblast. Z místních ochranářských akcí lze jmenovat snahu vymýtit invazní kočky a krysy, stejně jako invazní dřeviny, a naopak obnovovat původní skladbu flóry. Ochraně tohoto druhu by měl napomáhat také pravidelný monitoring, stejně jako možné translokace na původně obývané ostrovy.